# Ахмадалієв Муроджон Кахарович
Ахмадалієв Муроджон Кахарович (узб. Murodjon Qahhorovich Ahmadaliyev, нар. 2 листопада 1994, Наманган, Наманганська область, Узбекистан) — узбецький боксер-професіонал, що виступає в другій легшій вазі. Бронзовий призер Олімпійських ігор 2016 року. Срібний призер чемпіонату світу та Азії. Боксер команди «Uzbek Tigres» у напівпрофесійній лізі WSB. Чемпіон світу за версіями WBA Super і IBF (2020 — 2023) у другій легшій вазі.

## Любительська кар'єра

### Чемпіонат світу 2015
- 1/16 фіналу:Переміг Франческо Маіетта (Італія) — 3-0
- 1/8 фіналу:Переміг Кайрата Єралієва (Казахстан) — 3-0
- 1/4 фіналу:Переміг Чадчаї Бутді (Таїланд) — 3-0
- 1/2 фіналу:Переміг Шіва Тапа (Індія) — 3-0
- Фінал:Програв Майклу Конлену (Ірландія) — 0-3

### Олімпійські ігри 2016
- 1/8 фіналу:Переміг Кайрата Єралієва (Казахстан) — 3-0
- 1/4 фіналу:Переміг Альберто Меліана (Аргентина) — TKO
- 1/2 фіналу:Програв Робейсі Раміресу (Куба) — 0-3

### Чемпіонат світу 2017
- 1/8 фіналу:Програв Кайрату Єралієву (Казахстан) — 1-4

## Професіональна кар'єра
Дебютував 10 березня 2018 року.
В своєму восьмому бою 30 січня 2020 року зустрівся з чемпіоном за версіями WBA Super і IBF в другій легшій вазі американцем Денієлем Романом і переміг його розділеним рішенням суддів. Ахмадалієв став першим об'єднаним чемпіоном з боксу з Узбекистану, досягши цього за рекордні 8 боїв.
Провів три вдалих захиста проти ексчемпіона Іваса Рьосуке (Японія), Хосе Веласкеса (Чилі) і Ронні Ріоса (США). 8 квітня 2023 року зустрівся в бою з обов'язковим претендентом Марлоном Тапалесом (Філіппіни) і несподівано програв розділеним рішенням.

## Таблиця боїв
| 12 Перемог (9 нокаутом, 3 за рішенням суддів), 1 Поразка (0 нокаутом, 1 за рішенням суддів) |        |                      |        |              |                   |                                              |                                                                             |
| Результат                                                                                   | Рекорд | Суперник             | Спосіб | Раунд, час   | Дата              | Місце проведення                             | Примітки                                                                    |
| Поразка                                                                                     | 11-1   | Марлон Тапалес       | SD     | 12           | 8 квітня 2023     | Boeing Center at Tech Port, Сан-Антоніо      | Втратив титули чемпіона WBA (Super) та IBF у другій легшій вазі.            |
| Перемога                                                                                    | 11-0   | Ронні Ріос           | TKO    | 12 (12)      | 25 червня 2022    | Tech Port Arena, Сан-Антоніо                 | Захистив титули чемпіона WBA (Super) та IBF у другій легшій вазі.           |
| Перемога                                                                                    | 10-0   | Хосе Веласкес        | UD     | 12           | 19 листопада 2021 | SNHU Arena, Манчестер, Нью-Гемпшир           | Захистив титули чемпіона WBA (Super) та IBF у другій легшій вазі.           |
| Перемога                                                                                    | 9-0    | Іваса Рьосуке        | TKO    | 5 (12), 1:30 | 3 квітня 2021     | Humo Ice Dome, Ташкент                       | Захистив титули чемпіона WBA (Super) та IBF у другій легшій вазі.           |
| Перемога                                                                                    | 8-0    | Денієл Роман         | SD     | 12           | 30 січня 2020     | Meridian at Island Gardens, Маямі, Флорида   | Виграв титули чемпіона WBA (Super) та IBF у другій легшій вазі.             |
| Перемога                                                                                    | 7-0    | Вілнер Сото          | TKO    | 4 (8), 1:56  | 13 вересня 2019   | Hulu Theater, Нью-Йорк                       |                                                                             |
| Перемога                                                                                    | 6-0    | Карлос Карлсон       | KO     | 3 (8), 2:51  | 26 квітня 2019    | The Forum, Інглвуд, Каліфорнія               |                                                                             |
| Перемога                                                                                    | 5-0    | Ісаак Зарате         | TKO    | 9 (10), 1:17 | 23 серпня 2018    | Hard Rock Live, Атлантік-Сіті, Нью-Джерсі    | Захистив титул чемпіона WBA Inter-Continental у другій легшій вазі.         |
| Перемога                                                                                    | 4-0    | Рамон Контрерас      | KO     | 1 (10), 1:20 | 23 серпня 2018    | The Hangar, Коста-Меса, Каліфорнія           | Виграв вакантний титул чемпіона WBA Inter-Continental у другій легшій вазі. |
| Перемога                                                                                    | 3-0    | Луїс Фернандо Моліна | UD     | 6            | 14 липня 2018     | Florentine Gardens, Лос-Анджелес, Каліфорнія |                                                                             |
| Перемога                                                                                    | 2-0    | Карлос Гастон Суарес | TKO    | 4 (6), 1:09  | 21 квітня 2018    | Kings Theatre, Бруклін, Нью-Йорк             |                                                                             |
| Перемога                                                                                    | 1-0    | Девід Міхаел Паз     | TKO    | 1 (6), 1:08  | 10 березня 2018   | Kings Theatre, Бруклін, Нью-Йорк             |                                                                             |